# Armășești
Armăşeşti é uma comuna romena localizada no distrito de Ialomiţa, na região de Muntênia. A comuna possui uma área de 59.06 km² e sua população era de 2725 habitantes segundo o censo de 2007.